# Pidonia matsushitai
Pidonia matsushitai är en skalbaggsart som beskrevs av Nobuo Ohbayashi 1958. Pidonia matsushitai ingår i släktet Pidonia och familjen långhorningar. Inga underarter finns listade i Catalogue of Life.